# Соперничество

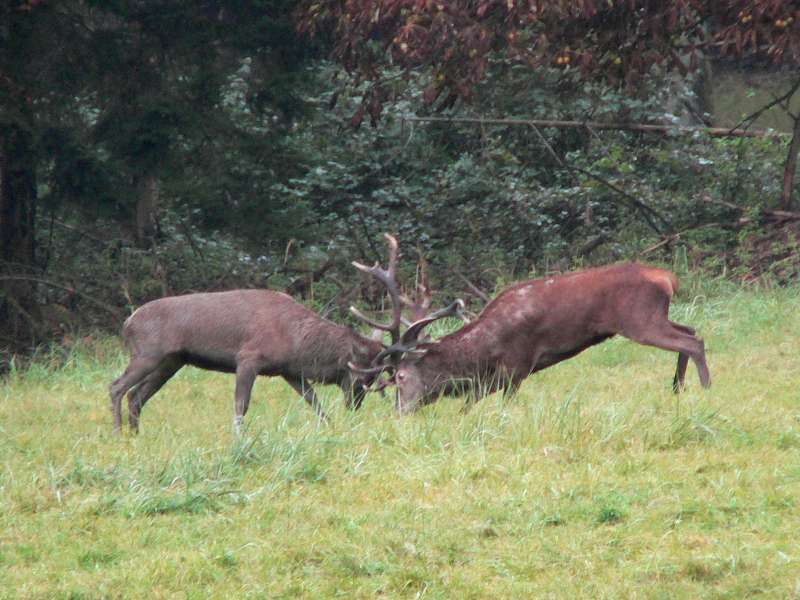
Соперничество благородных оленей.

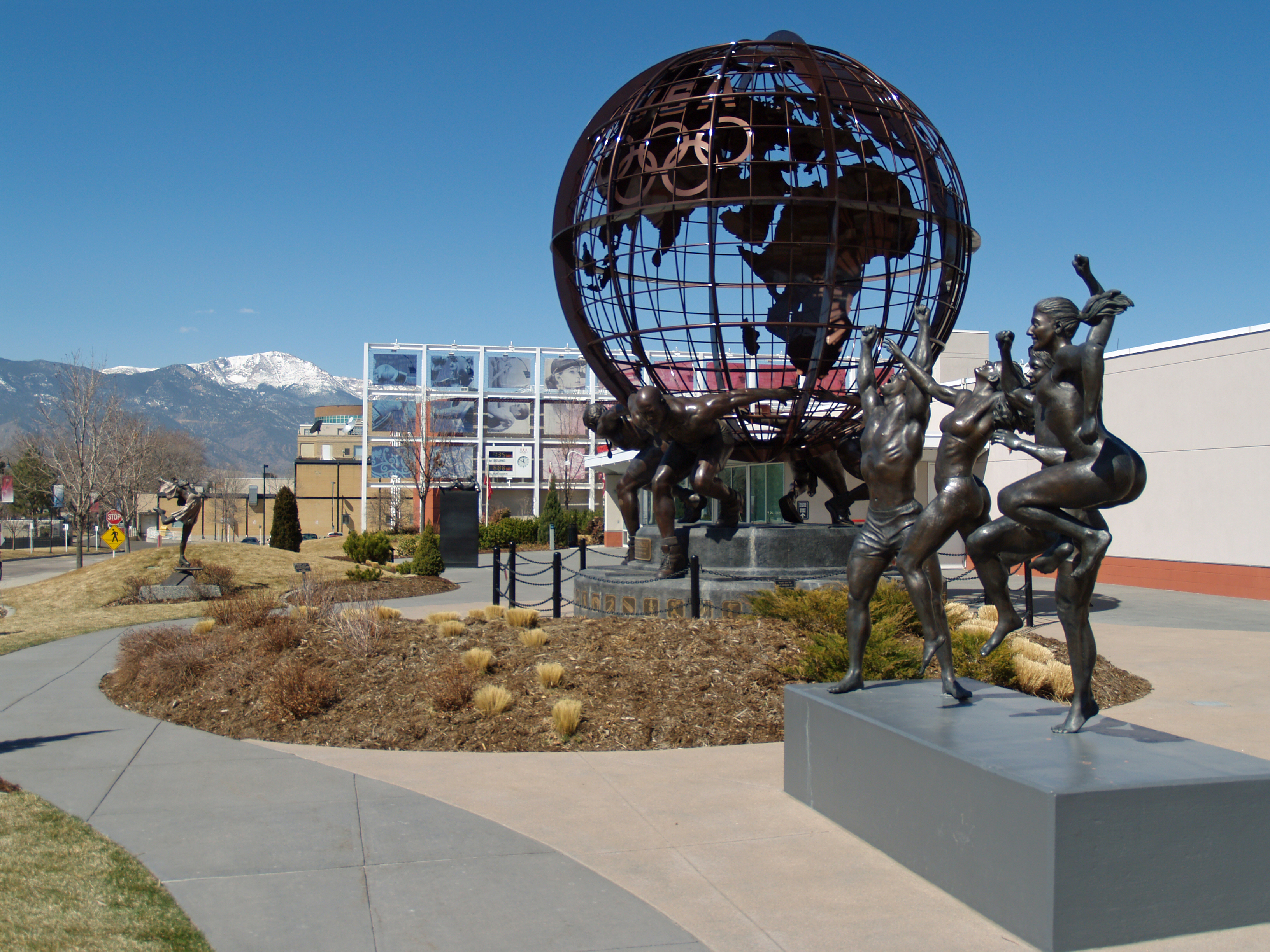
Главный офис Олимпийского комитета США.

Сопе́рничество — борьба за достижение превосходства, лучшего результата (выигрыша, признания и тому подобное) или в целях поддержки биологического инстинкта выживания.
В «Этике» Бенедикта Спинозы говорится: «обыкновенно называют соревнующим лишь того, кто подражает тому, что мы считаем честным, полезным или приятным».
При борьбе организмов за выживание выигравший может получить лучшую для жизни территорию, победивший самец добьётся расположения самки и тому подобное.
Любые соперничества можно охарактеризовать их размером, например, в животном мире в соревнование могут вовлекаться отдельные особи или же целые популяции и виды живых существ. Также сильно может различаться и степень соревновательности.

## Конкуренция
Проигрыш в соревновании может не влиять на выживание субъекта соревнования. Проигрыш в конкурентной борьбе обычно заканчивается невыживанием субъекта конкуренции. Конкуренция — естественный для жизни процесс выживания в среде себе подобных в какой-либо области. Соревнование — искусственно придуманный способ борьбы за превосходство в чем-либо, связанный с достижением какой-либо цели его организаторов.
Словарь конфликтолога (2009 года) указывает отличие соревнования от конкуренции в том, что «партнер по С. рассматривается не в качестве потенциальной угрозы, а в качестве внешнего стимула, повышающего эффективность деятельности».